# 리 하비 오스월드
리 하비 오스월드(영어: Lee Harvey Oswald, 1939년 10월 18일 ~ 1963년 11월 24일)는 미국의 제35대 대통령을 지낸 존 F. 케네디의 암살범으로 지목되는 인물이다. 1963년 11월 24일 체포된 후 다른 교도소로 호송되던 중 나이트클럽 주인인 잭 루비에게 암살되었다. 이후 잭 루비도 교도소에서 사망하여 오스월드가 왜 존 F. 케네디를 죽였는지도, 그 뒤에 배후가 있는 지에 관해서도 불분명하다.

## 어린 시절
루이지애나주 뉴올리언스에서 태어난 오스월드는 자신의 부친 로버트 E. 리 오스월드를 따서 "리"라고 이름이 지어졌고, "하비"는 그의 조모의 결혼 전 성이었다. 부친은 오스월드가 태어나기 겨우 2달 전에 심근경색으로 사망한 보험료 수금원이었다. 그의 모친 마게리트 클라베리 오스월드는 2명의 어린 아들과 3번째 자식이 태어나는 길에 독신 모친으로 남았다. 가족은 재정적 어려움들을 경험하여 자식들은 뉴올리언스 복음 루터교 베들레헴 고아원에 놓였다. 오스월드는 자신이 모친과 다른 친척들을 정규적으로 방문하였어도 1년 동안 고아원에 살았다.
1944년 오스월드의 모친은 공학 기사 에드윈 A. 에크달과 재혼하였다. 그녀와 자식들은 포트워스로 이주하였다. 만약 자식들이 자신의 소유였다면서 에크달은 오스월드 형제를 대우하였고, 그는 리 하비 오스월드가 여태까지 알았던 단 하나의 부친이었다. 1945년 2명의 연상의 오스월드 형제는 사관학교로 보내졌다. 에크달은 비지니스에 여러곳을 돌아다녀 리 하비 오스월드를 홀로 그의 모친과 놔두었다. 자신의 어린 시절의 나머지를 위하여 오스월드와 모친은 자주 이사를 다녔다. 10세의 나이로 오스월드는 6개의 다른 학교들에서 수학하였다. 그는 난독증과 진단되어 학교에서 부족하게 생활하였다.
이 문제들 때문에 오스월드는 가끔 학교를 빼먹었다. 1952년 학교의 공무원들은 무단 결석으로 그를 뉴욕의 유스 하우스로 보냈다. 유스 하아우스에서 시초의 사정들은 오스월드가 물러나 사회적으로 부적응되어 집안에서 제대로 돌보아지지 않아 정신 의학의 간호의 필요성에 있었다고 지시하였다. 16세의 나이에 오스월드는 유스 하우스에서 풀려나와 견습 기간에 놓였다. 그는 상담을 위하여 빅브라더스 기구로 가는 데 명령이 내려졌지만 받지 않았다.
자신의 어린 시절을 통하여 오스월드는 적극적인 행동의 징후들을 보였다. 그는 학교에서 가끔 싸웠다. 한번 그는 자신의 형과 형수를 칼과 위협하였다. 16세의 나이에 그는 학교를 그만두고 해병대에 입대하기를 원하였으나 아직도 너무 어렸다. 그는 자신이 17세였다고 진술한 모친으로부터 잘못된 선서 진술서를 얻었으나 그것은 통과되지 않아 오스월드는 1년을 기다려야 했다. 자신이 기다리는 동안 그는 자신의 형으로부터 받은 "해병대 안내서"를 신중하게 읽었다. 그는 또한 전보 배달 소년으로서 몇개의 아르바이트를 가지기도 하였다.

## 군사 경력

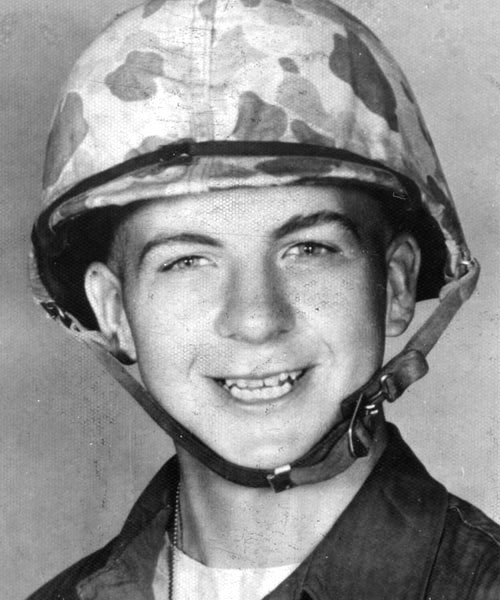
해병대 복무 시절의 오스월드

1956년 10월 24일 17세의 나이에 오스월드는 아직도 10등급에 있었다. 하지만 그는 해병대에 입대하는 데 결국 나이가 적당하였다. 그는 3년간 임무 기간을 위하여 계약을 맺어 신병 훈련소를 위하여 샌디에이고에 있는 세컨드 트레이닝 대부대로 배속되었고, 그러고나서 고등 보병 전투 훈련을 위하여 캠프펜들턴으로 보내졌다. 그는 또한 레이다, 항공 감시와 비행 전자 공학에서 훈련을 받기도 하였다.
오스월드는 레이다 기사로서 일하는 데 처음에 일본 도쿄 근처에 있는 요코스카시로 배속되었다. 그의 직업은 레이다와 라디오 정보에 의하여 자신들의 목표물들로 항공을 지도하는 것이었다. 그는 또한 들어오는 해외 항공을 위한 스카우팅을 위하여 책임이 있었다. 오스월드는 고독한 인물로 자신의 해병대 동료들과 잘 어울리지 못한 것으로 숙고되었다. 그는 또한 군사 권력과 위기를 맞기도 하여 두번이나 군법 회의에 회부되었다. 첫 사건에 오스월드는 .22 - 직경 권총을 매입하여 총과 가지고 노는 동안 자신의 왼쪽 팔에 상처를 입었다. 그는 등록되지 않은 무기를 가지면서 고소되었고 50 달러의 벌금과 20일간 중노동 선고는 물론 1등병에서 졸병으로 강등되었다. 두번째 사건은 비번의 기술 상사와 말싸움에서 자신이 신성 모독을 이용할 때 몇달후에 일어났다. 자신이 야마토에서 술을 마시고 있는 동안 오스월술드는 상사에 잘못으로 술을 엎질렀다. 이 일은 오스월드가 상관에 무례한 짓을 한 동안 언쟁으로 이끌었다. 이 두번째 위반 행위로 그는 55 달러의 벌금을 물고, 군사 교도소에서 징역 28일을 선고받았다. 오스월드는 자신의 모친을 돌보는 데 곤란 제대를 신청하여 3달 일찍이 자신의 군사 경력을 끝냈다.

## 소련으로 망명

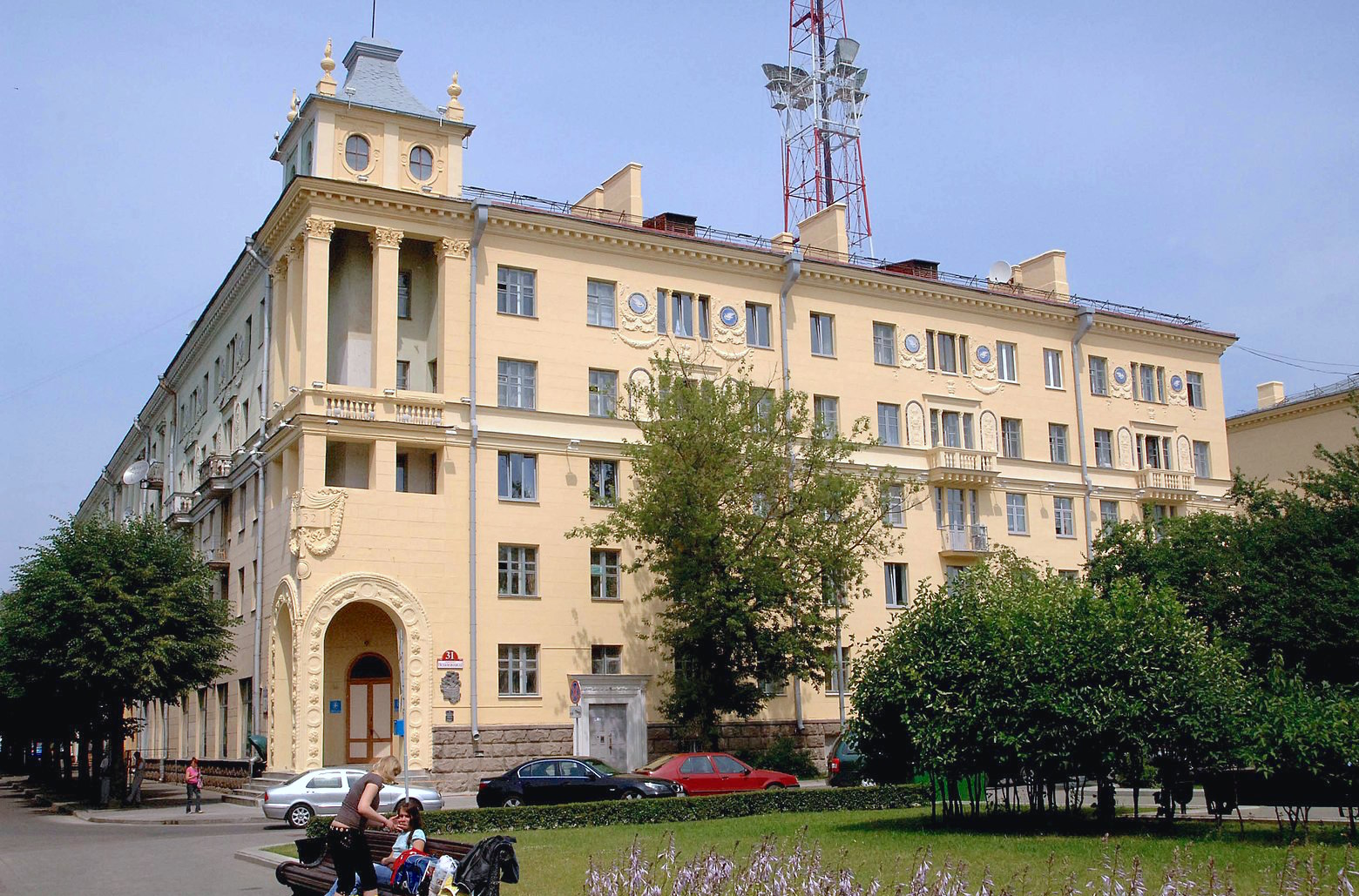
오스월드가 민스크에 있는 동안 살던 아파트 건물

자신이 9등급에 있을 때 오스월드는 공산주의에 흥미를 가지게 되어 그 주제에 도서관의 책들을 읽기 시작하였다. 군사 복무 동안 오스월드는 공공연하게 공산주의에 자신의 전망들을 표현하여 자신에게 러시아어를 가르쳤다. 〈닫혀진 경우:리 하비 오스월드와 JFK 암살 사건〉에서 제럴드 포즈너에 의하면 오스월드는 자신이 "공산주의는 미래의 경향이었다"고 자신의 형에게 말했다고 한다. 자신의 3년간 임무 기간을 끝낸 후, 오스월드는 활동하지 않은 예비로서 3년 더의 세월을 보내는 데 기대되었다. 그는 좋은 이유 없이 이 시간 동안 멀리 여행을 떠나면 안 되어 스위스에 있는 자유주의적 예술 대학으로 신청하였다. 그는 신청서에 거짓말을 하였고 받아졌다. 이 일은 여권을 위하여 신청하는 데 그를 허용하였다. 해병대를 떠난 오스월드는 유럽으로 여행을 떠난 결국적으로 모스크바에서 끝났다. 그는 공공적으로 반미 진술문을 만들고 소련 시민권을 신청하였다. 소련 정부는 오스월드를 신임하지 않았고, 그에게 시민권을 부인하였다. 하지만 그는 민스크에서 아파트와 벨라루스의 라디오와 텔레비전 공장에서 직업이 주어졌다
1년 약간 동안 오스월드는 소련에서 생활이 자신의 공산주의 이상적인 목표들로 살고 있는 것이 아니었다는 것을 알아차렸다. 1961년 2월 그는 다시 리처드 스나이더에게 연락하여 미국으로 귀국하는 데 자신의 욕망을 표현하였다. 한달 후에 오스월드는 노동 조합 사교회에서 자신의 훗날의 부인 마리나 프루사코바를 만났다. 프루사코바는 민스크에서 자신 소유에 살던 19세의 약학 학생이었다. 그들이 만난지 1달 후에 오스월드는 혼인 신청하여 부부는 4월 30일에 결혼하였다. 1962년 2월 15일 그들의 딸 준 리 오스월드가 태어났다. 몇달 후에 젋은 가족은 미국으로 돌아왔다.

## 귀국

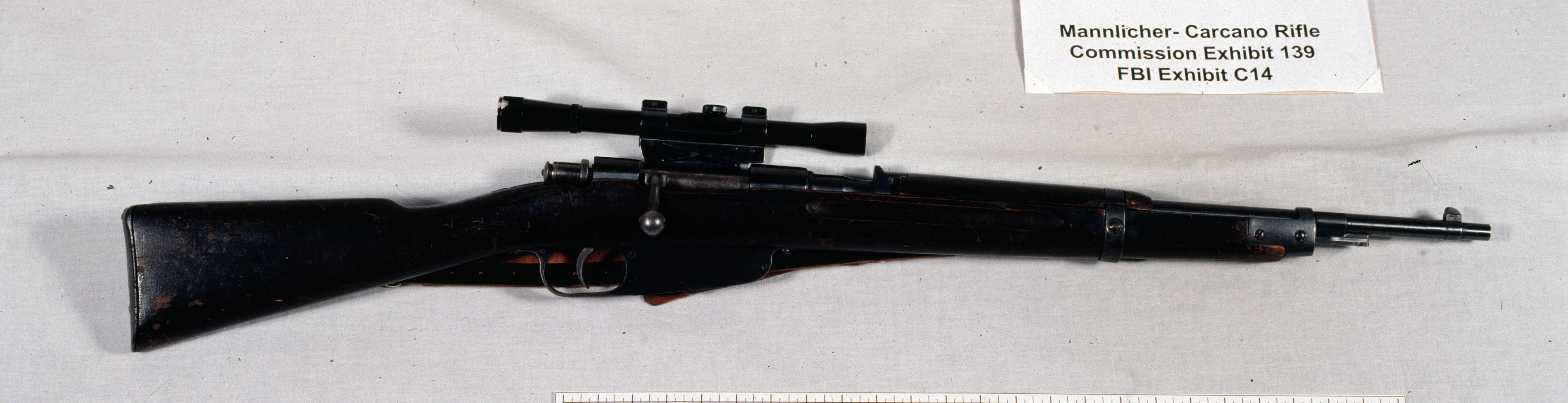
오스월드의 $29.95 중고품 라이플총

오스월드는 텍사스주 포트워스에 정착하였다. 오스월드는 판금공과 사진 현상 훈련 같은 다른 직업들에서 드물게 일하였다. 그와 그의 부인은 부부로서 문제들을 가지고 있었으며 오스월드는 매우 비밀적이 되었다. 1963년 3월 오스월드는 통신 판매로부터 망원경의 전망과 함께 이탈리아산 6.5-직경 만리허-카르카노 라이플총을 매입하는 데 잘못된 신분증명서를 이용하였다. 한달 후 4월 10일 오스월드는 이 라이플총을 댈러스의 퇴직한 에드윈 A. 워커 장군을 쏘는 시도하는 데 이용하였다. 오스월드는 자신의 목표물을 놓쳤고, 눈에 띄지 않게 달아났다. 그는 그러고나서 저격으로 들어가는 더욱 나가서의 조사들을 피하려고 자신의 가족을 뉴올리언스로 이주시켰다.
오스월드는 뉴올리언스에서 하일리 커피 회사를 위하여 일하였고, 다시 정치적으로 활동하게 되었다. 그는 미국와 쿠바 사이에 자유 무역과 향상된 외교 관계들을 위하여 주장한 친쿠바적 기구 "쿠바 위원회를 위한 페어플레이"(FPCC)의 뉴올리언스 지점을 시작하였다. 오스월드는 친쿠바주의자로서 공공적으로 자신을 설립하는 데 시도하였다. 9월 그는 멕시코시티로 홀로 여행을 떠나 쿠바와 소련 양국의 시민권을 신청하였다. 양국 정부가 그를 거부할 때 오스월드는 댈러스로 자신의 가족을 도로 이주시켰다. 텍사스주에 도착에 오스월드는 이름 "O. H. 리"의 이름을 가장하였다. 면식은 그를 텍사스 교과서 보관서에서 직업을 얻는 도움을 주어 한 시간당 $1.25를 벌었다. 며칠 후, 10월 20일 오스월드의 둘째 딸 오드리 마리나 레이첼 오스월드가 태어났다.

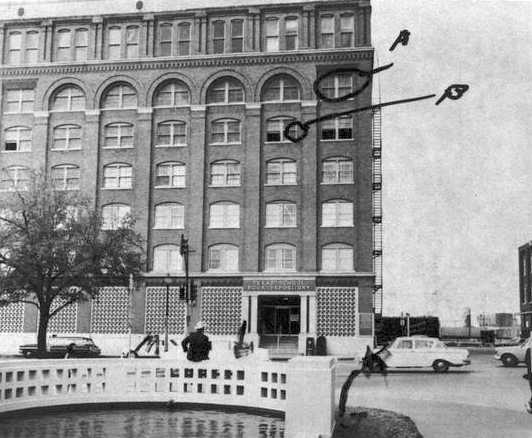
존 F. 케네디 암살 사건이 일어난 지 4개월 후, 목격자 하워드 브레넌은 텍사스 교과서 보관소에서 길건너 같은 자리에 서있었다. 동그라미 쳐진 A는 오스월드가 케네디를 저격한 장소이다.

## 존 F. 케네디 암살 사건
1963년 11월 22일 오스월드는 자신의 라이플총을 종이에 싸고, 자신이 일하는 텍사스 교과서 보관소에 가져갔다. 그날 오후에 존 F. 케네디 대통령 부부와 존 코널리 텍사스주지사 부부가 댈러스에서 카퍼레이드를 했다. 그들은 딜리 플라자를 경유, 오후 12시 30분 텍사스 교과서 보관소를 지나갔다. 이때 건물의 6층 창문으로부터 총탄이 날아와 케네디 대통령을 살해하고 코널리 주지사에게 심각한 상처를 입혔다. 오스월드는 건물에서 달아나 자신의 저택을 향하여 나아갔다. 1시간 후, 댈러스의 경찰관 J. D. 티핏이 오스월드의 저택 근처에서 검문을 시도하였고, 오스월드는 그를 쏘아 죽였다. 그후, 어제 컵 텍사스 극장 근처로 달아나 2시 경에 경찰에 의하여 체포되었다.

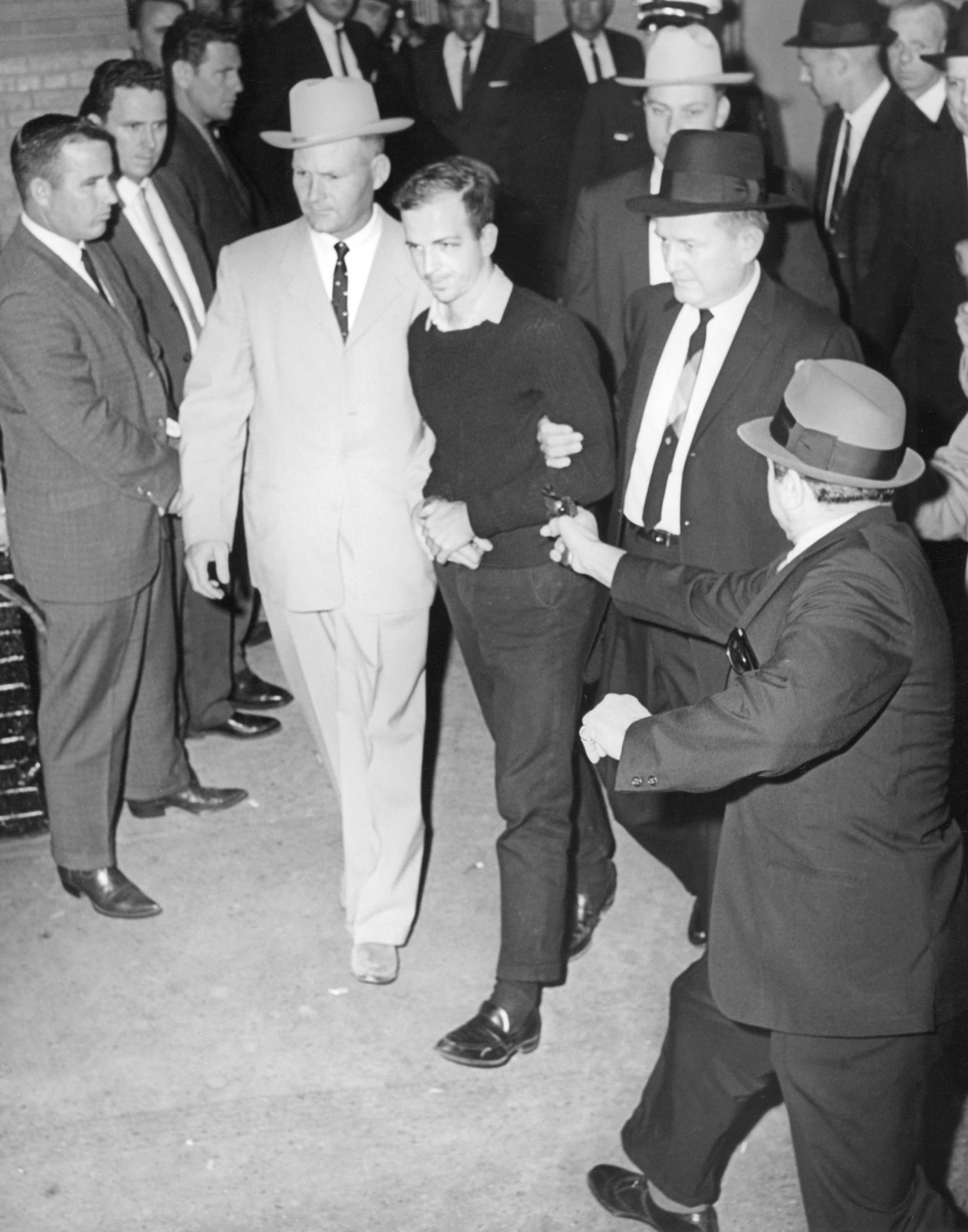
경찰에 의해 체포된 오스월드를 저격할 무렵의 잭 루비

11월 23일 그는 케네디 대통령 암살과 경찰관 티핏을 살인한 혐의로 함께 기소되었다. 감금되어 있는 동안 오스월드는 경찰의 심문을 받았고 암살 사건에서 자신의 연루를 부인하였다. 그는 이어진 날 자신도 살해되었기 때문에 완전하게 자신의 행동 혹은 자극을 전혀 설명할 수 없었다. 11월 24일 지하 주차장을 통하여 경찰서로부터 카운티 감옥으로 옮겨지는 동안 오스월드는 나이트클럽의 주인 잭 루비에 의하여 총을 맞고 살해되었다. 루비는 1964년 2월 17일 제 1 급 모살로 유죄 판결을 받고, 사형 선고가 내려졌다. 이틀 후에 그의 유죄 판결은 번복되었다. 새로운 재판이 시작되기 전에 루비는 1967년 1월 3일 암으로 사망하였다.

## 이후의 시기
오스월드가 자신 소유의 이야기를 말하는 데 전혀 기회가 없던 이래 거기에는 대통령 살인을 위한 그의 목적으로서 많은 사색들이 있어왔다. 어떤이들은 정통으로 그가 사회에 불만이 있었고, 케네디 대통령은 그 사회의 주요 대표였다고 믿고 있다. 다른이들은 그가 케네디 행정부의 정치들에 핑계를 댄 쿠바로 여행을 떠나는 데 그의 무능에 의하여 속이 상했다고 말한다. 아직도 다른이들은 오스월드가 역사에 자신의 표적을 이루고 자신을 불멸화 하기를 원했다고 다투고 있다.
이 주장들의 전부는 오스월드가 자신에 의하여 살인을 계획하고 실행하였다고 가정한다. 하지만 이 일은 대통령을 살인하고, 미국의 정치적 장면을 바꾸는 데 더욱 큰 음모에서 오스월드가 작은 행위자였을 뿐이라고 어떤이들이 믿으면서 거의 논쟁의 과제이다. 음모 이론의 제안자들은 마피아, 케네디 대통령의 정치적 상대들 혹은 소련 같은 외국의 행위자들이 대통령을 암살하는 데 계획을 안출하였다고 주장한다. 그들은 오스월드가 사건에서 몇명의 사수들 중의 하나였을 뿐이라고 주장한다.
증거의 상세한 회괴는 물론 이 다양한 주장들은 많은 책과 문서들의 주제이다. 할리우드 영화 감독 올리버 스톤은 그 주제에 다시 한번 토론을 발화한 《JFK》를 만들기도 하였다. 이 논쟁의 결과로서 미국 의회는 이 경우들로 관련된 수천의 문서들을 제외한 1992년의 존 F. 케네디 암살 사건 인재 폭로 법령을 통과시켰다. 1999년 보리스 옐친 러시아 대통령도 오스월드에 제외된 어떤 KGB 문서들을 미국에 주기도 하였다.
새로운 정보에 불구하고, 케네디 대통령의 암살사건과 사건에서 오스월드의 역할을 둘러싼 상태들은 아직도 역사상 거대한 비밀들 중의 하나이다. 하지만 케네디 대통령의 사망은 미국 역사의 과정에 깊은 영향력을 가졌다고 명확히 나왔다.

## 같이 보기
- 케네디 대통령 암살 의혹